# Olympische Sommerspiele 2024/Tischtennis/Qualifikation
Dieser Artikel beschreibt die Qualifikation für die Tischtenniswettbewerbe bei den Olympischen Sommerspielen 2024. Insgesamt können sich bis zu 172 Athleten qualifizieren. Jede Nation darf in den Einzelwettbewerben maximal zwei Athleten pro Geschlecht stellen. Bei den Mannschaftswettbewerben darf jede Nation nur eine Mannschaft pro Geschlecht stellen, bestehend aus 3 Athleten. Im Mixed-Doppel darf pro Nation ebenfalls nur ein Doppel starten.
Der französischen Delegation steht sowohl im Doppel als auch in den beiden Mannschaftswettkämpfen jeweils ein Quotenplatz als Gastgebernation zu. Des Weiteren erhält Frankreich in den Einzelwettbewerben je zwei Plätze pro Geschlecht.
In jedem Mannschaftswettbewerb gibt es 16 Quotenplätze zu vergeben. Jeder Kontinent trug dabei ein Qualifikationsturnier aus, wodurch sechs Mannschaften ermittelt wurden. Bis zu acht weitere Mannschaften konnten sich über die Weltmeisterschaft 2024 qualifizieren, durch Erreichen des Viertelfinales. Bei den Frauen wurden auf diesem Wege 5 Plätze und bei den Männern 6 Plätze an nicht bereits zuvor qualifizierte Teams vergeben. Zudem erhielten Frankreich als Gastgeber sowie die bestplatzierten Nationen in der ITTF-Weltrangliste, die sich noch nicht qualifizieren konnten, einen Quotenplatz. Dies waren 7 Mannschaften (4 Frauen- und 3 Männer-Teams).
Auch im Mixed-Doppel wurden sechs Quotenplätze über die kontinentalen Qualifikationsturniere vergeben. Vier weitere Quotenplätze wurden bei einem internationalen Qualifikationsturnier am 11.–12. April 2024 ausgespielt. Hinzu kamen die fünf bestplatzierten Doppel der ITTF-Weltrangliste, die sich noch nicht qualifizieren konnten, sowie ein Doppel aus Frankreich.
Für die Einzelwettbewerbe durfte jede Nation aus dem jeweiligen Mannschaftswettbewerb zwei Athleten melden (insgesamt 32 Athleten pro Geschlecht), per Standard jeweils die beiden bestplatzierten in der Weltrangliste. Die restlichen Startplätze werden über kontinentale Qualifikationsturniere sowie die ITTF-Weltrangliste vergeben. Außerdem gibt es pro Einzelwettbewerb einen Universal-Platz, der an Nationalverbände vergeben wird, für die ohne diese Unterstützung eine Teilnahme an den Spielen nicht möglich wäre.
In Summe über alle 5 Wettbewerbe dürfen pro Nation maximal 6 Athleten antreten (3 Frauen, 3 Männer).

## Übersicht
| Nation             | Einzel | Einzel | Mannschaft | Mannschaft | Doppel | Quoten- plätze |
| Nation             | Männer | Frauen | Männer     | Frauen     | Mixed  | Quoten- plätze |
| ------------------ | ------ | ------ | ---------- | ---------- | ------ | -------------- |
| Ägypten            | 2      | 2      | X          | X          | X      | 7              |
| Algerien           | 1      | 1      |            |            |        | 2              |
| Argentinien        | 1      |        |            |            |        | 1              |
| Australien         | 2      | 2      | X          | X          | X      | 7              |
| Belgien            | 2      |        |            |            |        | 2              |
| Brasilien          | 2      | 2      | X          | X          | X      | 7              |
| China              | 2      | 2      | X          | X          | X      | 7              |
| Chile              | 1      | 2      |            |            |        | 3              |
| Chinesisch Taipeh  | 2      | 2      | X          | X          | X      | 7              |
| Dänemark           | 2      |        | X          |            |        | 3              |
| Deutschland        | 2      | 2      | X          | X          | X      | 7              |
| Ecuador            | 1      |        |            |            |        | 1              |
| Fidschi            | 1      |        |            |            |        | 1              |
| Frankreich         | 2      | 2      | X          | X          | X      | 7              |
| Griechenland       | 1      |        |            |            |        | 1              |
| Großbritannien     | 1      | 1      |            |            |        | 2              |
| Guyana             |        | 1      |            |            |        | 1              |
| Hongkong           | 1      | 2      |            | X          | X      | 5              |
| Indien             | 2      | 2      | X          | X          |        | 6              |
| Iran               | 2      | 1      |            |            |        | 3              |
| Italien            |        | 2      |            |            |        | 2              |
| Japan              | 2      | 2      | X          | X          | X      | 7              |
| Jordanien          | 1      |        |            |            |        | 1              |
| Kamerun            |        | 1      |            |            |        | 1              |
| Kanada             | 2      | 1      | X          |            |        | 4              |
| Kasachstan         | 1      |        |            |            |        | 1              |
| Republik Kongo     | 1      |        |            |            |        | 1              |
| Kroatien           | 2      | 1      | X          |            |        | 4              |
| Kuba               | 1      |        |            |            | X      | 2              |
| Libanon            |        | 1      |            |            |        | 1              |
| Luxemburg          | 1      | 2      |            |            |        | 3              |
| Madagaskar         | 1      |        |            |            |        | 1              |
| Malediven          |        | 1      |            |            |        | 1              |
| Mexiko             | 1      | 1      |            |            |        | 2              |
| Moldau             | 1      |        |            |            |        | 1              |
| Monaco             |        | 1      |            |            |        | 1              |
| Nepal              | 1      |        |            |            |        | 1              |
| Niederlande        |        | 1      |            |            |        | 1              |
| Nigeria            | 2      | 2      |            |            |        | 4              |
| Nordkorea          |        | 1      |            |            | X      | 2              |
| Österreich         | 1      | 1      |            |            |        | 2              |
| Polen              | 1      | 2      |            | X          |        | 4              |
| Portugal           | 2      | 2      | X          |            |        | 5              |
| Puerto Rico        | 2      | 1      |            |            |        | 3              |
| Rumänien           | 2      | 2      |            | X          | X      | 6              |
| Schweden           | 2      | 2      | X          | X          | X      | 7              |
| Senegal            | 1      |        |            |            |        | 1              |
| Serbien            |        | 1      |            |            |        | 1              |
| Singapur           | 1      | 2      |            |            |        | 3              |
| Slowakei           | 1      |        |            |            |        | 1              |
| Slowenien          | 2      |        | X          |            |        | 3              |
| Spanien            | 1      | 1      |            |            | X      | 3              |
| Südkorea           | 2      | 2      | X          | X          | X      | 7              |
| Thailand           |        | 2      |            | X          |        | 3              |
| Tschechien         |        | 1      |            |            |        | 1              |
| Türkei             |        | 1      |            |            |        | 1              |
| Ukraine            | 1      | 2      |            |            |        | 3              |
| Ungarn             |        | 1      |            |            | X      | 2              |
| Vanuatu            |        | 1      |            |            |        | 1              |
| Vereinigte Staaten | 1      | 2      |            | X          |        | 4              |
| Gesamt: 60 NOKs    | 67     | 67     | 16         | 16         | 16     | 182            |

## Wettbewerbe

### Mannschaft Männer
| Qualifikationswettbewerb       | Datum                  | Ort         | Plätze | Qualifizierte NOKs |
| ------------------------------ | ---------------------- | ----------- | ------ | ------------------ |
| Gastgeber                      | –                      | –           | 1      | Frankreich         |
| Europameisterschaft 2023       | 10.–17. September 2023 | Malmö       | 1      | Schweden           |
| Afrikameisterschaft 2023       | 11.–17. September 2023 | Tunis       | 1      | Ägypten            |
| Asienmeisterschaft 2023        | 3.–10. September 2023  | Pyeongchang | 1      | China              |
| Panamerikameisterschaften 2023 | 10.–17. September 2023 | Havanna     | 2      | Kanada             |
| Panamerikameisterschaften 2023 | 10.–17. September 2023 | Havanna     | 2      | Brasilien          |
| Ozeanienmeisterschaften 2023   | 2.–9. September 2023   | Townsville  | 1      | Australien         |
| Weltmeisterschaft 2024         | 16.–25. Februar 2024   | Busan       | 6      | Japan              |
| Weltmeisterschaft 2024         | 16.–25. Februar 2024   | Busan       | 6      | Dänemark           |
| Weltmeisterschaft 2024         | 16.–25. Februar 2024   | Busan       | 6      | Südkorea           |
| Weltmeisterschaft 2024         | 16.–25. Februar 2024   | Busan       | 6      | Portugal           |
| Weltmeisterschaft 2024         | 16.–25. Februar 2024   | Busan       | 6      | Chinesisch Taipeh  |
| Weltmeisterschaft 2024         | 16.–25. Februar 2024   | Busan       | 6      | Deutschland        |
| ITTF-Weltrangliste             | März 2024              | —           | 3      | Slowenien          |
| ITTF-Weltrangliste             | März 2024              | —           | 3      | Kroatien           |
| ITTF-Weltrangliste             | März 2024              | —           | 3      | Indien             |
| Gesamt                         | Gesamt                 | Gesamt      | 16     | 16                 |

### Mannschaft Frauen
| Qualifikationswettbewerb       | Datum                  | Ort         | Plätze | Qualifizierte NOKs |
| ------------------------------ | ---------------------- | ----------- | ------ | ------------------ |
| Gastgeber                      | –                      | –           | 1      | Frankreich         |
| Europameisterschaft 2023       | 10.–17. September 2023 | Malmö       | 1      | Deutschland        |
| Afrikameisterschaft 2023       | 11.–17. September 2023 | Tunis       | 1      | Ägypten            |
| Asienmeisterschaft 2023        | 3.–10. September 2023  | Pyeongchang | 1      | China              |
| Panamerikameisterschaften 2023 | 10.–17. September 2023 | Havanna     | 2      | Vereinigte Staaten |
| Panamerikameisterschaften 2023 | 10.–17. September 2023 | Havanna     | 2      | Brasilien          |
| Ozeanienmeisterschaften 2023   | 2.–9. September 2023   | Townsville  | 1      | Australien         |
| Weltmeisterschaft 2024         | 16.–25. Februar 2024   | Busan       | 5      | Südkorea           |
| Weltmeisterschaft 2024         | 16.–25. Februar 2024   | Busan       | 5      | Chinesisch Taipeh  |
| Weltmeisterschaft 2024         | 16.–25. Februar 2024   | Busan       | 5      | Hongkong           |
| Weltmeisterschaft 2024         | 16.–25. Februar 2024   | Busan       | 5      | Rumänien           |
| Weltmeisterschaft 2024         | 16.–25. Februar 2024   | Busan       | 5      | Japan              |
| ITTF-Weltrangliste             | März 2024              | —           | 4      | Thailand           |
| ITTF-Weltrangliste             | März 2024              | —           | 4      | Polen              |
| ITTF-Weltrangliste             | März 2024              | —           | 4      | Indien             |
| ITTF-Weltrangliste             | März 2024              | —           | 4      | Schweden           |
| Gesamt                         | Gesamt                 | Gesamt      | 16     | 16                 |

### Mixed Doppel
| Qualifikationswettbewerb          | Datum                          | Ort               | Plätze | Qualifizierte NOKs |
| --------------------------------- | ------------------------------ | ----------------- | ------ | ------------------ |
| Gastgeber                         | –                              | –                 | 1      | Frankreich         |
| Europaspiele 2023                 | 23.–25. Juni 2023              | Krakau            | 1      | Deutschland        |
| Afrikameisterschaft 2023          | 10.–17. September 2023         | Tunis             | 1      | Ägypten            |
| Asienmeisterschaft 2023           | 11.–17. September 2023         | Pyeongchang       | 1      | China              |
| Panamerikanische Spiele 2023      | 29. Oktober – 5. November 2023 | Santiago de Chile | 2      | Kuba               |
| Panamerikanische Spiele 2023      | 29. Oktober – 5. November 2023 | Santiago de Chile | 2      | Brasilien          |
| Ozeanienmeisterschaften 2023      | 2.–9. September 2023           | Townsville        | 1      | Australien         |
| Olympisches Qualifikationsturnier | 11.–12. April 2024             | Havířov           | 4      | Nordkorea          |
| Olympisches Qualifikationsturnier | 11.–12. April 2024             | Havířov           | 4      | Hongkong           |
| Olympisches Qualifikationsturnier | 11.–12. April 2024             | Havířov           | 4      | Spanien            |
| Olympisches Qualifikationsturnier | 11.–12. April 2024             | Havířov           | 4      | Schweden           |
| ITTF-Weltrangliste                | 7. Mai 2024                    | —                 | 6      | China              |
| ITTF-Weltrangliste                | 7. Mai 2024                    | —                 | 6      | Japan              |
| ITTF-Weltrangliste                | 7. Mai 2024                    | —                 | 6      | Südkorea           |
| ITTF-Weltrangliste                | 7. Mai 2024                    | —                 | 6      | Rumänien           |
| ITTF-Weltrangliste                | 7. Mai 2024                    | —                 | 6      | Chinesisch Taipeh  |
| ITTF-Weltrangliste                | 7. Mai 2024                    | —                 | 6      | Ungarn             |
| Gesamt                            | Gesamt                         | Gesamt            | 16     | 16                 |

1. ↑  Mixed-Platz abgelehnt, dadurch wurde ein zusätzlicher Quotenplatz über die Weltrangliste vergeben

### Einzel Männer
| Qualifikationswettbewerb                  | Datum            | Ort          | Plätze | Athletin / Nation     |
| ----------------------------------------- | ---------------- | ------------ | ------ | --------------------- |
| Qualifikationsturnier – Afrika            | 16.–18. Mai 2024 | Kigali       | 3      | Fabio Rakotoarimanana |
| Qualifikationsturnier – Afrika            | 16.–18. Mai 2024 | Kigali       | 3      | Mehdi Bouloussa       |
| Qualifikationsturnier – Afrika            | 16.–18. Mai 2024 | Kigali       | 3      | Olajide Omotayo       |
| ITTF-Weltrangliste (Afrika)               | 11. Juni 2024    | —            | 1      | Quadri Aruna          |
| Qualifikationsturnier – Europa            | 15.–19. Mai 2024 | Sarajevo     | 5      | Vladislav Ursu        |
| Qualifikationsturnier – Europa            | 15.–19. Mai 2024 | Sarajevo     | 5      | Panagiotis Gionis     |
| Qualifikationsturnier – Europa            | 15.–19. Mai 2024 | Sarajevo     | 5      | Miłosz Redzimski      |
| Qualifikationsturnier – Europa            | 15.–19. Mai 2024 | Sarajevo     | 5      | Jaroslaw Schmudenko   |
| Qualifikationsturnier – Europa            | 15.–19. Mai 2024 | Sarajevo     | 5      | Wang Yang             |
| ITTF-Weltrangliste (Europa)               | 11. Juni 2024    | —            | 1      | Álvaro Robles         |
| Qualifikationsturnier – Lateinamerika     | 14.–18. Mai 2024 | Lima         | 4      | Santiago Lorenzo      |
| Qualifikationsturnier – Lateinamerika     | 14.–18. Mai 2024 | Lima         | 4      | Marcos Madrid         |
| Qualifikationsturnier – Lateinamerika     | 14.–18. Mai 2024 | Lima         | 4      | Kanak Jha             |
| Qualifikationsturnier – Lateinamerika     | 14.–18. Mai 2024 | Lima         | 4      | Andy Pereira          |
| ITTF-Weltrangliste (Amerika)              | 11. Juni 2024    | —            | 1      | Nicolás Burgos        |
| Qualifikationsturnier – Zentralasien      | 17.–19. Mai 2024 | Taschkent    | 1      | Nima Alamian          |
| Qualifikationsturnier – Südasien          | 13.–15. Mai 2024 | Kathmandu    | 1      | Santoo Shrestha       |
| Qualifikationsturnier – Südostasien       | 6.–8. Mai 2024   | Bangkok      | 1      | Izaac Quek            |
| Qualifikationsturnier – Westasien         | 16.–18. Mai 2024 | Sulaimaniyya | 1      | Zaid Abo Yaman        |
| Qualifikation Ostasien (Weltrangliste)    | 11. Juni 2024    | —            | 1      | Wong Chun Ting        |
| ITTF-Weltrangliste (Asien)                | 11. Juni 2024    | —            | 1      | Kirill Gerassimenko   |
| Qualifikationsturnier – Ozeanien          | 10. Mai 2024     | Noumea       | 1 0    | Alfred Dela Pena      |
| ITTF-Weltrangliste (Ozeanien)             | —                | —            | 1      | Roger Wang            |
| ITTF-Weltrangliste (Ozeanien)             | —                | —            | 1      | Vicky Wu              |
| Qualifizierte Teams (2 Athleten pro Team) | —                | —            | 32     | Frankreich            |
| Qualifizierte Teams (2 Athleten pro Team) | —                | —            | 32     | Schweden              |
| Qualifizierte Teams (2 Athleten pro Team) | —                | —            | 32     | Ägypten               |
| Qualifizierte Teams (2 Athleten pro Team) | —                | —            | 32     | China                 |
| Qualifizierte Teams (2 Athleten pro Team) | —                | —            | 32     | Kanada                |
| Qualifizierte Teams (2 Athleten pro Team) | —                | —            | 32     | Brasilien             |
| Qualifizierte Teams (2 Athleten pro Team) | —                | —            | 32     | Australien            |
| Qualifizierte Teams (2 Athleten pro Team) | —                | —            | 32     | Japan                 |
| Qualifizierte Teams (2 Athleten pro Team) | —                | —            | 32     | Dänemark              |
| Qualifizierte Teams (2 Athleten pro Team) | —                | —            | 32     | Südkorea              |
| Qualifizierte Teams (2 Athleten pro Team) | —                | —            | 32     | Portugal              |
| Qualifizierte Teams (2 Athleten pro Team) | —                | —            | 32     | Chinesisch Taipeh     |
| Qualifizierte Teams (2 Athleten pro Team) | —                | —            | 32     | Deutschland           |
| Qualifizierte Teams (2 Athleten pro Team) | —                | —            | 32     | Slowenien             |
| Qualifizierte Teams (2 Athleten pro Team) | —                | —            | 32     | Kroatien              |
| Qualifizierte Teams (2 Athleten pro Team) | —                | —            | 32     | Indien                |
| ITTF-Weltrangliste                        | 18. Juni 2024    | —            | 12     | Liam Pitchford        |
| ITTF-Weltrangliste                        | 18. Juni 2024    | —            | 12     | Ovidiu Ionescu        |
| ITTF-Weltrangliste                        | 18. Juni 2024    | —            | 12     | Noshad Alamian        |
| ITTF-Weltrangliste                        | 18. Juni 2024    | —            | 12     | Daniel Habesohn       |
| ITTF-Weltrangliste                        | 18. Juni 2024    | —            | 12     | Eduard Ionescu        |
| ITTF-Weltrangliste                        | 18. Juni 2024    | —            | 12     | Brian Afanador        |
| ITTF-Weltrangliste                        | 18. Juni 2024    | —            | 12     | Martin Allegro        |
| ITTF-Weltrangliste                        | 18. Juni 2024    | —            | 12     | Alberto Miño          |
| ITTF-Weltrangliste                        | 18. Juni 2024    | —            | 12     | Ibrahima Diaw         |
| ITTF-Weltrangliste                        | 18. Juni 2024    | —            | 12     | Daniel González       |
| ITTF-Weltrangliste                        | 18. Juni 2024    | —            | 12     | Luka Mladenovic       |
| ITTF-Weltrangliste                        | 18. Juni 2024    | —            | 12     | Cedric Nuytinck       |
| Universal-Plätze                          | —                | —            | 1      | Saheed Idowu          |
| Gesamt                                    | Gesamt           | Gesamt       | 67     | 67                    |

1. ↑  Platz durch neuseeländisches NOK abgelehnt, dadurch wird ein Quotenplatz an den besten Spieler aus Ozeanien über die Weltrangliste vergeben.

### Einzel Frauen
| Qualifikationswettbewerb                     | Datum            | Ort          | Plätze | Athletin / Nation     |
| -------------------------------------------- | ---------------- | ------------ | ------ | --------------------- |
| Qualifikationsturnier – Afrika               | 16.–18. Mai 2024 | Kigali       | 3      | Sarah Hanffou         |
| Qualifikationsturnier – Afrika               | 16.–18. Mai 2024 | Kigali       | 3      | Offiong Edem          |
| Qualifikationsturnier – Afrika               | 16.–18. Mai 2024 | Kigali       | 3      | Fatimo Bello          |
| ITTF-Weltrangliste (Afrika)                  | 11. Juni 2024    | —            | 1      | Lynda Loghraibi       |
| Qualifikationsturnier – Europa               | 15.–19. Mai 2024 | Sarajevo     | 5      | Anna Hursey           |
| Qualifikationsturnier – Europa               | 15.–19. Mai 2024 | Sarajevo     | 5      | Britt Eerland         |
| Qualifikationsturnier – Europa               | 15.–19. Mai 2024 | Sarajevo     | 5      | Shao Jieni            |
| Qualifikationsturnier – Europa               | 15.–19. Mai 2024 | Sarajevo     | 5      | Fu Yu                 |
| Qualifikationsturnier – Europa               | 15.–19. Mai 2024 | Sarajevo     | 5      | Marharyta Pessozka    |
| ITTF-Weltrangliste (Europa)                  | 11. Juni 2024    | —            | 1      | Yang Xiaoxin          |
| Qualifikationsturnier – Lateinamerika        | 14.–18. Mai 2024 | Lima         | 4      | Zhang Mo              |
| Qualifikationsturnier – Lateinamerika        | 14.–18. Mai 2024 | Lima         | 4      | Paulina Vega          |
| Qualifikationsturnier – Lateinamerika        | 14.–18. Mai 2024 | Lima         | 4      | Zeng Zhiying          |
| Qualifikationsturnier – Lateinamerika        | 14.–18. Mai 2024 | Lima         | 4      | Arantxa Cossío Aceves |
| ITTF-Weltrangliste (Amerika)                 | 11. Juni 2024    | —            | 1      | Adriana Díaz          |
| Qualifikationsturnier – Zentralasien         | 17.–19. Mai 2024 | Taschkent    | 1      | Neda Shahsavari       |
| Qualifikationsturnier – Südasien             | 13.–15. Mai 2024 | Kathmandu    | 1      | Fathimath Ali         |
| Qualifikationsturnier – Südostasien          | 6.–8. Mai 2024   | Bangkok      | 1      | Zeng Jian             |
| Qualifikationsturnier – Westasien            | 16.–18. Mai 2024 | Sulaimaniyya | 1      | Mariana Sahakian      |
| Qualifikation Ostasien (Weltrangliste)       | 11. Juni 2024    | —            | 1      | Pyon Song-gyong       |
| ITTF-Weltrangliste (Asien)                   | 11. Juni 2024    | —            | 1      | Zhou Jingyi           |
| Qualifikationsturnier – Ozeanien             | 10. Mai 2024     | Noumea       | 1      | Priscila Tommy        |
| Qualifizierte Teams (2 Athletinnen pro Team) | —                | —            | 32     | Frankreich            |
| Qualifizierte Teams (2 Athletinnen pro Team) | —                | —            | 32     | Deutschland           |
| Qualifizierte Teams (2 Athletinnen pro Team) | —                | —            | 32     | Ägypten               |
| Qualifizierte Teams (2 Athletinnen pro Team) | —                | —            | 32     | China                 |
| Qualifizierte Teams (2 Athletinnen pro Team) | —                | —            | 32     | Vereinigte Staaten    |
| Qualifizierte Teams (2 Athletinnen pro Team) | —                | —            | 32     | Brasilien             |
| Qualifizierte Teams (2 Athletinnen pro Team) | —                | —            | 32     | Australien            |
| Qualifizierte Teams (2 Athletinnen pro Team) | —                | —            | 32     | Südkorea              |
| Qualifizierte Teams (2 Athletinnen pro Team) | —                | —            | 32     | Chinesisch Taipeh     |
| Qualifizierte Teams (2 Athletinnen pro Team) | —                | —            | 32     | Hongkong              |
| Qualifizierte Teams (2 Athletinnen pro Team) | —                | —            | 32     | Rumänien              |
| Qualifizierte Teams (2 Athletinnen pro Team) | —                | —            | 32     | Japan                 |
| Qualifizierte Teams (2 Athletinnen pro Team) | —                | —            | 32     | Thailand              |
| Qualifizierte Teams (2 Athletinnen pro Team) | —                | —            | 32     | Polen                 |
| Qualifizierte Teams (2 Athletinnen pro Team) | —                | —            | 32     | Indien                |
| Qualifizierte Teams (2 Athletinnen pro Team) | —                | —            | 32     | Schweden              |
| ITTF-Weltrangliste                           | 18. Juni 2024    | —            | 12     | Sofia Polcanova       |
| ITTF-Weltrangliste                           | 18. Juni 2024    | —            | 12     | Ni Xialian            |
| ITTF-Weltrangliste                           | 18. Juni 2024    | —            | 12     | Giorgia Piccolin      |
| ITTF-Weltrangliste                           | 18. Juni 2024    | —            | 12     | María Xiao            |
| ITTF-Weltrangliste                           | 18. Juni 2024    | —            | 12     | Georgina Póta         |
| ITTF-Weltrangliste                           | 18. Juni 2024    | —            | 12     | Ivana Malobabić       |
| ITTF-Weltrangliste                           | 18. Juni 2024    | —            | 12     | Hana Matelová         |
| ITTF-Weltrangliste                           | 18. Juni 2024    | —            | 12     | Izabela Lupulesku     |
| ITTF-Weltrangliste                           | 18. Juni 2024    | —            | 12     | Debora Vivarelli      |
| ITTF-Weltrangliste                           | 18. Juni 2024    | —            | 12     | Sarah De Nutte        |
| ITTF-Weltrangliste                           | 18. Juni 2024    | —            | 12     | Sibel Altınkaya       |
| ITTF-Weltrangliste                           | 18. Juni 2024    | —            | 12     | Solomija Bratejko     |
| Universal-Plätze                             | —                | —            | 1      | Chelsea Edghill       |
| Gesamt                                       | Gesamt           | Gesamt       | ≤70    | 67                    |